# Senoide

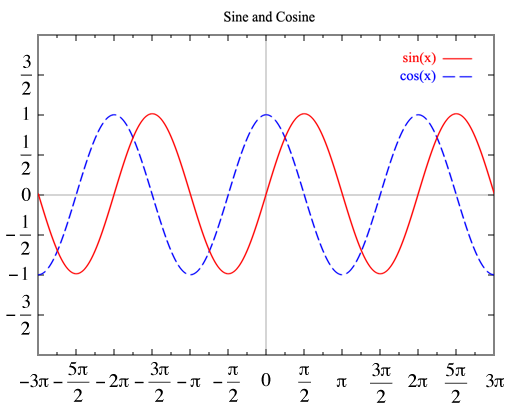
Gráfico de uma onda senoidal

Um senoide (português brasileiro) ou sinusoide (português europeu) - também chamado de onda seno, onda senoidal, ou onda sinusoidal - é uma curva matemática que descreve uma oscilação repetitiva suave, sendo esta uma onda contínua. É nomeada em homenagem à função seno, apresentada no gráfico. Ocorre frequentemente em matemática pura e aplicada, bem como física, engenharia, processamento de sinais e em muitos outros campos. A sua forma mais básica como função do tempo (t) é:
{\displaystyle y(t)=Aseno(2\pi ft+\varphi )=Aseno(\omega t+\varphi )}
Onde:
- A = a amplitude, o desvio de pico da função de zero.
- f = a frequência normal, o número de oscilações (ciclos) que ocorrem cada segundo de tempo.
- ω = 2πf, a frequência angular, a taxa de mudança do argumento da função em unidades de radianos por segundo.
- φ = a fase, especifica (em radianos) onde em seu ciclo a oscilação está em t = 0.  
  - Quando φ  é diferente de zero, toda a forma de onda parece ser deslocada no tempo pela quantidade φ / ω segundos. Um valor negativo representa um atraso, e um valor positivo representa um adiantamento.

## Forma Geral
Em geral, a função também pode ter:
Uma variável espacial x que representa a posição na dimensão em que a onda se propaga e um parâmetro característico k chamado número de onda (ou número de onda angular), que representa a proporcionalidade entre a freqüência angular ω e a velocidade linear (velocidade de propagação) Ν
Uma amplitude central não-zero, D
{\displaystyle y(x,t)=Aseno(kx-\omega t+\varphi )+D}, Se a onda está se movendo para a direita ou esquerda.
O número da onda é relacionado à frequência angular por 
{\displaystyle k={\omega  \over c}={2\pi f \over c}={2\pi  \over \lambda }}
Onde:
- λ é o comprimento de onda
- f é a frequência
- c é a velocidade de propagação.

Esta equação dá uma onda senoidal para uma única dimensão; Assim, a equação generalizada dada acima dá o deslocamento da onda em uma posição x no tempo t ao longo de uma única linha. Isso poderia, por exemplo, ser considerado o valor de uma onda ao longo de um fio.
Em duas ou três dimensões espaciais, a mesma equação descreve uma onda plana itinerante se a posição x eo número de onda k forem interpretados como vetores e seu produto como produto ponto. Para ondas mais complexas, como a altura de uma onda de água em uma lagoa depois de uma pedra ter sido descartada, são necessárias equações mais complexas
A imagem desta onda ocorre naturalmente na natureza, como podemos observar nas ondas do mar, do som e da luz.
Uma onda cosseno também é considerada sinusoidal, visto que ela possui o mesmo formato porém está defasada com relação à onda seno no eixo horizontal: {\displaystyle \cos \left(x-{\frac {\pi }{2}}\right)=\mathrm {sen} \,{x}}
O ouvido humano pode reconhecer ondas seno simples pois elas soam "limpas" e "claras" para nós, alguns sons que se assemelham a uma onda seno são o som do diapasão e a vibração de um copo de cristal ao se passar um dedo molhado sobre seu gargalo.
Para o ouvido humano, um som que é constituído por mais de uma onda seno terá uma aparência "barulhenta" ou possuirá harmônicas detectáveis.

## Ocorrências
Ilustrando a relação fundamental da onda de cosseno com o círculo.
Este padrão de onda ocorre frequentemente na natureza, incluindo ondas de vento, ondas sonoras e ondas de luz.
Uma onda de cosseno é dita como "sinusoidal", porque {\displaystyle cos(x)=seno(x+\pi /2)}, que é também uma onda senoidal com um deslocamento de fase de π / 2 radianos. Por causa deste "início", muitas vezes é dito que a função cosseno conduz a função seno ou o seno desacelera o cosseno.
O ouvido humano pode reconhecer as únicas ondas de seno como um som claro porque as ondas de seno são representações de uma única frequência sem harmônicos.
Para o ouvido humano, um som feito de mais de uma onda senoidal terá harmônicos perceptíveis; A adição de diferentes ondas de seno resulta em uma forma de onda diferente e, portanto, muda o timbre do som. Presença de harmônicas superiores, além da variação de causas fundamentais no timbre, razão pela qual a mesma nota musical (a mesma freqüência) tocada em diferentes instrumentos soa diferente. Por outro lado, se o som contiver ondas aperiódicas junto com as ondas de seno (que são periódicas), o som será percebido como "ruidoso", pois o ruído é caracterizado como aperiódico ou com padrão não repetitivo.

## Séries de Fourier

Seno, ondas quadradas, ondas triangulares, onda dentada.

Em 1822, o matemático francês Joseph Fourier descobriu que ondas sinodais podem ser usadas como blocos para construir, ou descrever, qualquer tipo de onda periódica, incluindo ondas quadradas. Fourier usou isso como ferramenta analítica no estudo das ondas e dos fluxos de calor. Séries de Fourier são usadas freqüentemente em processamento de sinais e análise estatística de séries temporais.
Qualquer forma de onda não-sinusoidal, tais como as ondas quadradas, ou mesmo os sons irregulares produzidos pela fala humana, são um conjunto de ondas sinusoidais de diferentes períodos e frequências juntas. A técnica para se transformar uma forma de onda complexa em suas componentes sinusoidais é chamada de transformada de Fourier.